# 阿富汗突厥斯坦
阿富汗突厥斯坦，又稱南突厥斯坦，是阿富汗北部的一個地區，與前蘇聯加盟共和國土庫曼斯坦、烏茲別克斯坦和塔吉克斯坦的邊界接壤。在19世紀，是阿富汗的一個省，直至被阿卜杜勒·拉赫曼取消。占地約150,000平方公里。它也是突厥斯坦的一部分。

## 地理
這裡多数是山地只有河谷才有農業，北接土庫曼卡拉庫姆沙漠。

## 人口
人口多数是烏兹别克人，塔吉克人與土庫曼人。也有哈扎拉族和普什圖人。

## 历史
这里是古代的大夏，之后是貴霜、嚈噠。16世纪是布哈拉汗國，18世纪被杜蘭尼帝国佔领之后一直是阿富汗一部分，20世纪是北方聯盟對抗塔利班的地方。